# Mali Soroczynci
Mali Soroczynci (ukr. Малі Сорочинці) – wieś na Ukrainie, w obwodzie połtawskim, w rejonie myrhorodzkim, w hromadzie Myrhorod. W 2001 liczyła 527 mieszkańców, spośród których 507 wskazało jako ojczysty język ukraiński, 15 rosyjski, 1 mołdawski, 3 białoruski, a 1 gagauski.